# Buglawton
Buglawton är en stadsdel i Congleton, i civil parish Congleton, i distriktet Cheshire East, i grevskapet Cheshire, i England. Buglawton var en civil parish 1866–1936 när blev den en del av Congleton, Eaton och North Rode. Civil parish hade 1 651 invånare år 1931. Buglawton var ett distrikt 1894–1936 när blev den en del av Congleton och Macclesfield. Byn nämndes i Domedagsboken (Domesday Book) år 1086, och kallades då Lautune.